# (32512) 2001 OM14
2001 OM14 (asteroide 32512) é um asteroide da cintura principal. Possui uma excentricidade de 0.21375590 e uma inclinação de 2.92732º.
Este asteroide foi descoberto no dia 20 de julho de 2001 por LINEAR em Socorro.